# Kim Possible
Kim Possible is een Amerikaanse tekenfilmserie van Disney, die van 2002 tot en met 2007 geproduceerd werd. De serie zou oorspronkelijk na 65 afleveringen eindigen, maar omdat het succes zo groot was, werd besloten nog een vierde seizoen te maken met 22 afleveringen. De serie werd in Nederland vanaf februari 2004 uitgezonden door Net5, vanaf 3 september 2007 door Jetix/Disney XD en sinds 2009 door Disney Channel.
In Vlaanderen verscheen de reeks tevens op Ketnet van 2003 tot en met 28 maart 2012.

## Verhaal
De serie draait om Kim Possible, een meisje dat samen met haar beste vriend Ron Stoppable de wereld redt. Als 12-jarige begon ze haar eigen website die bedoeld was om te proberen een bijbaantje te vinden. Om er zeker van te zijn dat ze werk zou krijgen, vermeldde ze dat ze alles kon. Prompt kreeg ze de opdracht om een aantal gevaarlijke schurken te stoppen. Zo moest bij haar eerste klus dodelijke laserstralen uitzetten met haar cheerleadertrucjes (al was dat aanvankelijk niet de bedoeling. Haar opdrachtgever maakte een tikfout en zond zo de mail met het verzoek om hulp naar Kim in plaats van naar Team Impossible). Het lukte haar ook nog, en die dag werd ze met haar vriend Ron een team dat het kwaad tegenhoudt.
Kim en Ron worden bijgestaan door Rons huisdier, een naakte molrat genaamd Rufus, en Wade, een 10 jaar oud genie die Kim geregeld voorziet van gadgets en informatie. Kims vaste tegenstander is Dr. Drakken.

## Personages

### Hoofdpersonen
- Kimberley Ann "Kim" Possible: de protagonist van de serie. Ze is aan het begin van de serie ongeveer 15 jaar oud en aan het einde ongeveer 18 jaar oud. Wanneer ze niet op school is of met Ron in het nachorestaurant 'Bueno Nacho' zit, redt zij de wereld met een speciale uitrusting die ze van Wade, een 10 jaar oud supergenie krijgt. Kim heeft rood, lang en steil haar, en groene ogen. Op school is ze cheerleader, en gebruikt haar lenigheid die ze hierdoor heeft verkregen ook in gevechten. Haar naam is afgeleid van het Engelse woord impossible, dat onmogelijk betekent. De achternaam alleen betekent mogelijk. Haar Engelse stem is van Christy Carlson Romano en haar Nederlandse stem van Yvon Jane van Leeuwen.
- Ronald "Ron" Stoppable is de beste vriend van Kim. Als Kim de misdaad gaat bestrijden gaat Ron vaak mee, maar kan haar af en toe niet zo goed bijhouden vanwege zijn klunzigheid. Waar hij wel erg goed in is en Kim weer niet, is koken. Hij hangt dan ook een groot gedeelte van de tijd rond in Bueno Nacho. Verder beschikt hij door een ongeluk met vier magische apenstandbeelden in het eerste seizoen over bovennatuurlijke vechttalenten, maar hier weet hij zelf weinig van en ze komen dan ook maar zeer zelden tot uiting. Toen Kim haar eerste missie begon was Ron aan het twijfelen welk huisdier het was beste om te kiezen. Zijn vader heeft namelijk een allergie voor alle dieren met een vacht, dus koos hij een naakte molrat en noemde die Rufus. Hij heeft als kind een vreselijke zomer doorgebracht op kamp Tranendal. De Engelse stem van Ron is van Will Friedle en zijn Nederlandse stem van Rolf Koster.
- Wade Load is een tienjarig (12-jarig tegen het eind van de serie) genie dat de middelbare school in acht maanden heeft afgemaakt. Vanachter de computer op zijn kamer geeft hij Kim informatie over haar tegenstanders en welke missies zij moet gaan uitvoeren. Zijn Engelse stem is van Tahj Dayton Mowry en zijn Nederlandse stem van Roben Mitchell van den Dungen Bille.
- Rufus is een naakte molrat en het huisdier van Ron. Ron heeft hem als huisdier gekozen omdat zijn vader allergisch is voor dieren met een vacht. Hij kan een beetje praten en helpt vaak mee met de missies van Kim en Ron. Hij is een stuk slimmer dan zijn soortgenoten. Zijn naam komt doordat Ron op de kleuterschool een denkbeeldige vriend heeft gehad, 'Heel groot!' volgens hem, en die noemde hij Rufus. Rufus zit altijd in Rons broekzak in plaats van een kooi. Zijn Engelse stem is van Nancy Cartwright en zijn Nederlandse stem van Laura Vlasblom.

### Schurken
- Dr. Drakken (zijn echte naam is Dr. Drew Lipsky): een doorgedraaide wetenschapper die de wereld wil veroveren. Hoewel hij duidelijk een genie is als het aankomt op het gebruik van techniek, mist hij de wilskracht en juiste mentaliteit om zijn plannen correct uit te voeren. Een running gag omtrent hem is dat hij Rons naam niet kan onthouden. Hoewel hij het niet altijd laat merken, geeft hij toch veel om zijn hulpje Shego. Zijn Engelse stem is van John DiMaggio en zijn Nederlandse stem van Fred Meijer.
- Shego. De boosaardige, sarcastische en zeer intelligente assistente van Dr. Drakken. Hoewel ze slechts een handlanger is, is ze Kims gevaarlijkste tegenstander, omdat ze over veel kracht en vechttechnieken beschikt. Zo kan ze groene energie opwekken met haar handen, waarmee ze alles wat ze aanraakt kan smelten. Ze kreeg deze krachten van een komeet, samen met haar vier broers. Ze is duidelijk een stuk competenter dan haar baas. Ergens vindt ze Dr. Drakken leuk, maar dat zal ze nooit toegeven. Haar Engelse stem is van Nicole Sullivan en haar Nederlandse stem van Cystine Carreon.
- Lord Montgomery "Monty" Fiske. Een Engelse Lord die een nèt iets te grote obsessie voor apen heeft. Hij heeft zijn handen en voeten operatief laten vervangen door die van een aap, en voert een leger ninja-apen aan. In tegenstelling tot de meeste andere schurken beschouwt hij Ron Stoppable als een gevaarlijke tegenstander in plaats van enkel de humoristisch helper van Kim, mede omdat Ron ook apenkrachten bezit. Hij probeert voortdurend zijn macht te vergroten via mystieke voorwerpen en oude voorspellingen. Zijn Engelse stem is van Tom Kane en zijn Nederlandse stem van Edward Reekers.
- Duff Killigan, een Schotse booswicht die erg van golfen houdt. Veel mensen denken vanwege zijn kilt dat hij een meisje moet voorstellen, en dan wordt hij vaak boos. Zijn speciale en geheime wapen is de ontploffende golfbal. Zijn Engelse stem is van Brian George en zijn Nederlandse stem van Edward Reekers.
- Señor Senior Senior & Señor Senior Junior. Senor Senior Senior is een man die enorm rijk is. Toch probeert hij slechte dingen te doen en af en toe het kwaad te zijn. Het is zijn hobby. Senor Senior Junior is zijn sexy zoon met een apart accent. Hij wilde liever model zijn, maar met zijn vader als slechterik wordt hij gedwongen het slechte pad op te gaan. De Engelse en Nederlandse stemmen van de Seniors worden gedaan door Ricardo Montalban, Nestor Carbonell en  Edward Reekers.
- Professor Dementor, een superschurk die net als Dr. Drakken de wereld wil veroveren. Ze zijn echte concurrenten.
- DNAmy: een doorgedraaide bio-geneticus, die voortdurend dierlijke mutanten maakt.

### Nevenpersonen
- Dr. James Timothy Possible is de vader van Kim. Hij is raketwetenschapper. Zijn Engelse stem is van Gary Cole en zijn Nederlandse stem van Ruud Drupsteen.
- Dr. Ann Possible is de moeder van Kim. Zij werkt in het ziekenhuis als hersenchirurge. Haar stem is van Hetty Heyting.
- Jim en Tim Possible, een tweeling, de jongere broertjes van Kim. Zij zijn nóg slimmer dan hun ouders en komen geregeld met hun eigen uitvindingen, maar ze doen tevens vaak erg vervelend. Kim noemt hen altijd denigerend Tweebies. Hun stemmen worden gedaan door Max Beens en Bart Fennis.
- Monique is Kims beste vriendin. Ze is geen lid van Team Possible, maar helpt af en toe mee. Haar stem is van Jann Cnossen.
- Bonnie Rockwaller is de rivale van Kim en ook cheerleader. Ze is egoïstisch en arrogant. Haar stem is van Laura Vlasblom.
- Team Go: een superheldenteam bestaande uit de vier broers van Shego: Hego, Mego, en de Wego-tweeling. Ze hebben allemaal net als Shego hun superkrachten gekregen door een meteoriet.
- Team Impossible: een team gespecialiseerd in het redden van de wereld. Ze vragen echter wel een enorm geldbedrag voor iedere opdracht, en zien Kim derhalve als een gevaarlijke concurrent.
- Mr. Steve Barkin (stem Edward Reekers)
- Cousin Larry (stem Brian Posehn)

## Productie
Volgens Mark McCorkle en Bob Schooley kregen ze het idee voor de serie in een lift. Ze werkten nadien het concept verder uit, en kregen goedkeuring van Disney. De personages werden met name ontworpen door Stephen Silver.
De serie debuteerde op Disney Channel in juni 2002. De eerste aflevering werd genomineerd voor een Emmy Award. Kim Possible werd als snel een van de best bekeken series op Disney Channel. De serie in zijn geheel werd in zowel 2004 als 2005 nogmaals genomineerd voor een Emmy Award. De show werd vooral geprezen om de slimme dialogen en de animatie.
Op 22 februari 2005, na drie seizoenen van in totaal 65 afleveringen, werd de productie van de serie stopgezet. Wel werd er een televisiefilm gemaakt getiteld Kim Possible: So the Drama om de serie af te sluiten. Fans van de serie begonnen echter al snel een petitie voor een vierde seizoen. Dat kwam er in 2007. Dit seizoen werd afgesloten met de dubbele aflevering "Graduation", en een tweede film getiteld Kim Possible: A Sitch in Time. Na dit seizoen werd de productie van de serie definitief stopgezet. In totaal was Kim Possible qua uitzendperiode de langste Disneyserie ooit: vijf jaar en drie maanden.
De titelsong van de serie, "Call Me, Beep Me", wordt gezongen door Christina Milian. De originele titelsong wordt ook in de Nederlandstalige nasynchronisatie gebruikt en is niet vervangen door een lied met Nederlandse tekst.
De personages Kim, Ron, Rufus, Dr. Drakken en Shego hebben een gastrol in een aflevering van de serie Lilo & Stitch: The Series.

## Films
Van de serie zijn ook drie films gemaakt, namelijk Kim Possible (2019), Kim Possible: So the Drama en Kim Possible: A Sitch in Time. De laatste twee films zijn ook opgesplitst in meerdere afleveringen voor de televisieserie.

## Videospellen
De serie diende als basis voor een aantal videospellen:
- Disney's Kim Possible: Revenge of Monkey Fist (GBA)
- Disney's Kim Possible 2: Drakken's Demise (GBA)
- Disney's Kim Possible 3: Team Possible (GBA)
- Disney's Kim Possible: Kimmunicator (DS)
- Disney's Kim Possible: What's the Switch? (PS2)
- Disney's Kim Possible: Global Gemini (DS)

## Kim Possible in andere talen
- Pools: Kim Kolwiek
- Hongaars: Kis Tini hős
- IJslands: Gló Magnaða
- Grieks: Kim Dinati
- Russisch: Ким Пять-с-Плюсом
- Slowaaks: Kim Perfektná